# マーストン・ムーアの戦い
マーストン・ムーアの戦い（The Battle of Marston Moor）は、清教徒革命のイングランド内戦（第一次イングランド内戦）における国王軍（王党派）と議会軍（議会派）の1644年7月2日の戦闘である。アドウォルトン・ムーアの戦い以来、イングランド北部は国王軍がほぼ掌握していたが、この戦闘で議会軍の有利に一挙に傾いた。

## 経緯
議会派は1643年9月25日にスコットランド国民盟約（盟約派）と同盟関係（厳粛な同盟と契約）を結ぶことに成功し、盟約派に出兵を依頼した。これを受けて盟約派はリーヴェン伯アレクサンダー・レズリーおよび甥のデイヴィッド・レズリーが率いる援軍（カヴェナンター）を派遣、イングランド北部に侵攻した。
国王軍のニューカッスル侯ウィリアム・キャヴェンディッシュはヨークまで軍を退き、態勢の立て直しをはかった。議会軍はファーディナンド・フェアファクス卿・トーマス・フェアファクス父子の軍のみならず、マンチェスター伯エドワード・モンタギューの東部連合軍や盟約軍を加え、1644年4月からヨークを包囲する構えを見せた。
だが、チャールズ1世は甥のカンバーランド公ルパートを救援にさし向け、ルパートはダービー伯爵ジェームズ・スタンリーの要請でイングランド西部のチェシャー・ランカシャーを制圧してから東進、7月1日にヨークへ入った。情報を受けた包囲軍は翌2日朝にヨークから引き上げたためヨークの孤立はまぬがれた。ルパートはニューカッスルの軍と合流して議会軍を追跡、議会軍も応戦して両軍はヨーク近郊で西方10kmのマーストン・ムーアで対峙した。

## マーストン・ムーアの戦い
議会軍左翼はオリバー・クロムウェル率いる東部連合軍および鉄騎隊5000人とレズリーのスコットランド騎兵隊で構成された。中央はリーヴェン伯とフェアファクス卿が指揮するスコットランド人中心の歩兵隊16,000人から18,000人、右翼はトーマス・フェアファクスの騎兵隊3000人が布陣した。対する国王軍は左翼はジョージ・ゴーリングとチャールズ・ルーカスの騎兵隊、中央はルパートとニューカッスル侯の歩兵隊10000人がアイトン卿ジェームズ・キングの指揮下に入り、右翼はジョン・バイロン男爵の騎兵隊2600人が布陣した。ルパートは右翼を防備で固めるため付近に射撃部隊を、背後に予備の騎兵隊を配置した。国王軍は数の上で劣勢だが、地形は上り坂の議会軍が不利だった。
戦闘は夕暮れにリーヴェン伯の砲撃と突撃によって始まり、雨の中国王軍右翼に突撃をかけて驚かせはしたが、国王軍の反撃にあい崩れつつあった。そこに左翼のクロムウェルが攻め込み、一撃で国王軍右翼を粉砕してしまった。バイロン男爵は軍を再結集させて反撃を試みたが、敗勢を覆すことはできなかった。これをみて、中央に布陣していたルパートが自らの手勢とバイロン男爵の敗残兵をあわせ、クロムウェルの部隊に攻撃した。クロムウェルは敵兵の銃撃で負傷したがレズリーの救援を得てこれも撃退し、ルパートはからくも捕虜とならずに戦場を脱した。
フェアファクスら他の議会軍は劣勢で、中央と右翼は国王軍に突破されリーヴェン伯が戦場から離脱する程であった。右翼は何とか立ち直ったが崩壊寸前で、それを見て取ったクロムウェルは戦場を右旋回し他の部隊と呼吸をあわせ敵左翼を背後から攻撃、ゴーリングの部隊はひとたまりもなく撃破された。そして孤立したニューカッスル侯の歩兵隊も蹴散らして国王軍をほぼ完璧に打ち破った。ニューカッスル侯は大陸へ逃れ、ルパートはランカシャーへ退却した。

## 戦後
議会軍首脳は議会へ戦勝を報告したが、功労者のはずのクロムウェルについては触れず、クロムウェルも謙虚な態度に終始し身内にしか結果を伝えなかった。報告を受け取った議会では結果を政争に利用しようと、長老派とスコットランドはレズリーこそが勝利の立役者でクロムウェルは戦場から退却したという、事実と異なるデマを吹聴して回った。一方、独立派はクロムウェルを英雄に祭り上げ、一般民衆もデマに踊らされずクロムウェルに対する期待を高めていった。独立派と長老派の政争はこの戦い以後次第に深刻化していき、それが後の展開に大きな影響を与えていった。
この戦いによって、イングランド北部で議会軍がある程度有利な情勢になった。またクロムウェルは功績をほぼ独占し、おおいに名を上げた。しかし戦後フェアファクス父子の軍とスコットランド軍、東部連合軍はそれぞれの持ち場へ去り勝利を活かせなかった。議会軍全体はまだ弱く、全面攻勢をかけるほどの力はなかった上、東部連合軍司令官マンチェスター伯は戦意が無く議会の命令に従わずたびたび進軍を拒否したため、議会派は攻勢に移れなかった。この事態が改善されるには、1645年のニューモデル軍創設と辞退条例発布を待たなければならなかった。